# 斑紋皂鱸
斑紋皂鱸，為輻鰭魚綱鱸形目鱸亞目鮨科的其中一種，分布於大西洋熱帶及亞熱帶海域，棲息深度1-26公尺，體長可達18公分，生活在礁石區，為底棲性魚類，屬肉食性，可做為食用魚。

## 擴展閱讀
- 斑紋皂鱸的图片 （页面存档备份，存于）